# Верже
Бумага верже (фр. vergé — полосатая) — белая или цветная бумага с ярко выраженной, видимой на просвет, сеткой из частых полос, пересечённых под прямым углом более редкими полосами. Частые полосы называются вержерами, частота их расположения — по 5—8 на 1 см, более редкие полосы называются понтюзо (фр. pontuseaux), они отстоят друг от друга на 2—2,5 см. След от полос рельефно виден на поверхности бумаги лишь с одной стороны. Изначально верже изготовлялась из льняного и пенькового тряпья, отличалась высокой прочностью.
Точное время появления этого сорта бумаги в России неизвестно, однако в своё время верже не считалась редкой, так как на ней напечатано большинство русских книг XVI — начала XIX века.
Кроме того, верже широко использовалась и для изготовления форзацев книг. В России вплоть до конца XIX века бумага верже именовалась комментарной, очевидно, по названию первого русского научного журнала «Commentarii Academiae Scientiarum Imperialis Petropolitanae» (издавался с 1728 года), выпускавшегося Императорской академией наук на бумаге этого сорта.
Во второй половине XIX — начале XX века бумага верже вырабатывалась из чистой целлюлозы, без древесины, что обусловило её высокие потребительские свойства, и считалась высокосортной, используясь преимущественно для изготовления малотиражных и подарочных изданий.
В настоящее время бумага верже используется в официальной дипломатической (нотной) переписке, а также для официальной переписки (в основном на высоком и высшем уровне) в ряде министерств и ведомств.